# Calozenillia picta
Calozenillia picta är en tvåvingeart som först beskrevs av Charles Howard Curran 1938.  Calozenillia picta ingår i släktet Calozenillia och familjen parasitflugor. Inga underarter finns listade i Catalogue of Life.